# Virus dsRNA
Virusul ARN cu dublu catenar (ds) este un grup divers de virusuri care variază foarte mult în gama gazdă (animale, plante, ciuperci și bacterii), numărul segmentului genomului (unu la doisprezece) și organizarea virionilor (număr T, straturi de capsidă sau turnulete).
Membrii acestui grup includ rotavirusurile, cunoscute la nivel mondial ca o cauză comună a gastroenteritei la copiii mici, și virusul limbii catarale ovine, un agent patogen important din punct de vedere economic al bovinelor și oilor.
Dintre aceste familii, Reoviridae este cel mai mare și mai divers în ceea ce privește gama de gazde.
În ultimii ani, cunoașterea din ce în ce mai mare despre asamblarea particulelor de virus, interacțiunile virus-celulă și patogeneza virală permit abordări pentru dezvoltarea de noi strategii sau agenți antivirali.

## Taxonomie
Virusurile cu genomuri dsRNA sunt în prezent grupate într-un număr de familii, genuri și specii neatribuite.
Trei familii infectează ciupercile: Totiviridae, Partitiviridae și Chrysoviridae. Aceste familii au genomi monopartit, bipartit și, respectiv, quadripartit. Sunt de obicei particule izometrice cu diametrul de 25-50 nanometri. Pe baza asemănării secvenței ARN-polimerazei dependente de ARN, partitivirusurile provin probabil dintr-un strămoș totivirus. O a patra familie - Alternaviridae - a fost recent descrisă și cu genomul quadripartit.
Hipovirusurile sunt micovirusuri (virusuri fungice) cu genomuri de ARNs neincapsidate. Pot avea antecedente comune cu virusuri ARN cu catenă pozitivă a plantelor din supergrupul 1 cu linii de potivirus, respectiv
A fost raportat un nou clade (până acum fără nume) de șase viruși care infectează ciuperci filamentoase.

### Taxa
Familii
- Amalgavirida
- Birnaviridae
- Chrysoviridae
- Cystoviridae
- Endornaviridae
- Hypoviridae
- Megabirnaviridae
- Partitiviridae
- Picobirnaviridae
- Quadriviridae
- Reoviridae
- Totiviridae

Specie neatribuită
- Virusul izometric La France